# Antoine Matagne
Antoine Matagne (Brussel, 13 juni 1884 - Etterbeek, 24 oktober 1968) was een Belgische atleet en redacteur. Als atleet was hij gespecialiseerd in de middellange afstand en veroverde hij twee Belgische titels.

## Biografie

### Atletiek
Matagne werd in 1907 en 1908 Belgisch kampioen op de 1500 m. Hij was aangesloten bij Excelsior Sports Club. Die club organiseerde vanaf 1909 de Challenge Antoine Matagne, een interscholencompetitie.

### Media
Matagne studeerde af als licentiaat in de handelswetenschappen. Hij werkte tussen 1910 en 1914 als gewestbeheerder in Belgisch-Congo. Tijdens de Eerste Wereldoorlog was hij oorlogsverslaggever en leverde hij diensten aan het Britse leger. Na de wapenstilstand maakte hij carrière in de journalistiek. Hij werkte als redacteur bij Le Vingtième Siècle en werd hoofdredacteur bij L'Indépendance Belge.
Tijdens de Tweede Wereldoorlog was Matagne actief in Londen. Hij schreef radioboodschappen voor de Belgische Nationale Radio Omroep (BNRO). Na de oorlog was hij directeur bij de Belgische afdeling van Reader's Digest.

## Belgische kampioenschappen
| Onderdeel | Jaar       |
| --------- | ---------- |
| 1500 m    | 1907, 1908 |

## Persoonlijke records
| Onderdeel | Prestatie      | Datum       | Plaats |
| --------- | -------------- | ----------- | ------ |
| 1500 m    | 4.14,6 (ex-NR) | 7 juli 1907 | Ukkel  |

## Palmares

### 1500 m
- 1907:  BK AC – 4.14,6
- 1908:  BK AC – 4.19,8
- 1909:  BK AC

### 1 mijl
- 1905:  BK AC